# 龍雲院 (北海道松前町)
龍雲院（りゅううんいん）とは、北海道松前郡松前町に所在する曹洞宗の寺院である。1625年（寛永2年）に松前公廣正室の桂子の発願により、松前家の菩提寺である法幢寺の僧良天を開山として、法幢寺の南側に創建された。箱館戦争で焼失を免れた唯一の寺であり、国指定重要文化財に指定されている。本堂の東に庫裏、西には海上航行の安全を司る龍神を祀る「龍神堂」がある。また、境内には松前桜三大名木の一つである「蝦夷霞桜」があるほか、北海道では珍しいシロバナタンポポも見られる。「華遊山龍雲院」とも表記される。

## 建築
伽藍正面の南面に惣門、惣門から入り正面奥に本堂がある。本堂の東に庫裏、西に附指定である海上航行の安全を司る龍神を祀る「龍神堂」がある。本堂の南面西寄りに鐘楼が建ち、境内の東南隅に土蔵が建つ。
本堂・庫裏はともに1842年（天保13年）に建立されたもので、本堂は北越宮川（現在の柏崎市宮川）の大工によって建築された、各部に彫刻を用いた建物である。庫裏は地元松前の大工によって建築され、本格的な座敷をもつ建物で、住宅建築としても北海道では古い遺構で、貴重な存在である。鐘楼は1846年（弘化3年）に、土蔵は同1846年（弘化3年）までに建てられたと推定され、惣門は1851年（嘉永4年）の建立である。龍神堂は1830年（文政13年）に建立されたが、箱館戦争によって破損したため、1873年（明治6年）に再建された。龍雲院は、本堂・庫裏と同じ江戸時代末期に建築された惣門・鐘楼・土蔵がそろい、寺域全体が往時の景観をよくとどめていて価値が高いと評されている。
松前城背後の寺町一帯には、江戸時代に八幡社・法幢寺をはじめ15余の寺社が建ち並んでいた。しかし、その多くは箱館戦争の戦火やその後の火災、松前からの転出などによって失われ、かつての伽藍をとどめているものは極めて少ない。

## 歴史

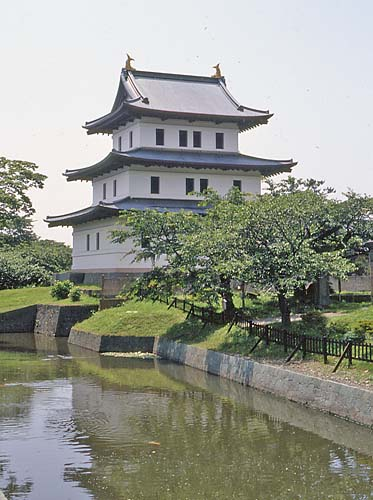
松前城

1625年（寛永2年）に松前公廣の正室である桂子の発願により、松前家の菩提寺である法幢寺の僧良天を開山として、法幢寺の南側に接して創建された。龍雲院という名は、松前藩2代藩主・松前公広の正室として京から腰入れした奥方（大炊御門資賢の娘）が亡くなった長男の冥福を祈って、松前家菩提寺・法幢寺の三世良天和尚が開山。寺名も早逝した長男・松平兼広の戒名からとったものである。なお、夫の松前公廣は、1620年（元和6年）、福山城の城下町を整備しているため、城下町整備直後に創建された。
幕末に松前藩は奥羽越列藩同盟（陸奥国・出羽国・越後国の東北諸藩が輪王寺宮・北白川宮能久親王を盟主として新政府軍に対抗した同盟）に属していたが、東北諸藩が新政府（薩長連合）に対して降伏すると、新政府側につき、北上する旧幕府軍を迎え撃つ。1868年（慶応4年）、新選組副長だった土方歳三を総督とする旧幕府軍の攻撃を受けた福山城は、軍備も旧式で、蟠竜丸（木造スクーナー型蒸気船、ビクトリア女王から江戸幕府に贈呈、徳川慶喜を駿府につかわれた船）・回天丸（木造外輪式の蒸気船）などからの砲撃などで落城した。このときに松前藩側は城下に火を放って逃走し、寺町の各寺にも火を放つことを強要したが、一部の住職はこれを受け流し、火を放つのを自重した。龍雲院もこの寺の一つである。龍雲院は1875年（明治8年）奉納の北前船の絵馬も所蔵している。
1992年（平成4年）1月21日には国指定の重要文化財にも指定されている。

### 沿革
- 1625年（寛永02年）：松前公廣正室の桂子の発願により、法幢寺の僧良天を開山として、法幢寺の南側に創建。
- 1830年（文政13年）：龍神堂を建立。
- 1842年（天保13年）：本堂・庫裏を建立。
- 1846年（弘化03年）：鐘楼を建立。
- 1851年（嘉永04年）：惣門を建立。
- 1873年（明治06年）：龍神堂が箱館戦争によって破損したため再建。
- 1875年（明治08年）：北前船の絵馬を所蔵。
- 1992年（平成04年）：1月21日に国指定の重要文化財に指定。

## 周辺・アクセス
周辺

龍雲院の位置する松前城の城下町・寺町は「北の小京都」とも呼ばれ、「福山（松前）城と寺町」として北海道遺産にも登録されている。松前城周辺には龍雲院をはじめとして、国指定史跡の松前藩主松前家墓所、血脈桜の寺として有名な光善寺、松前家の菩提寺・法幢寺、松前家の祈願所の阿吽寺など、多くの史跡や寺院が位置している。

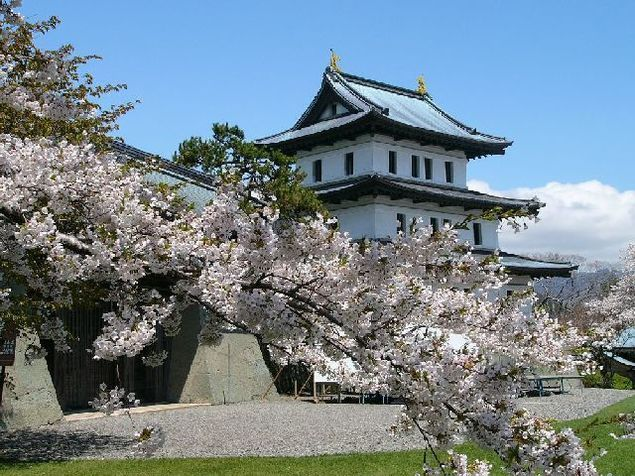
松前城天守・本丸御門と桜
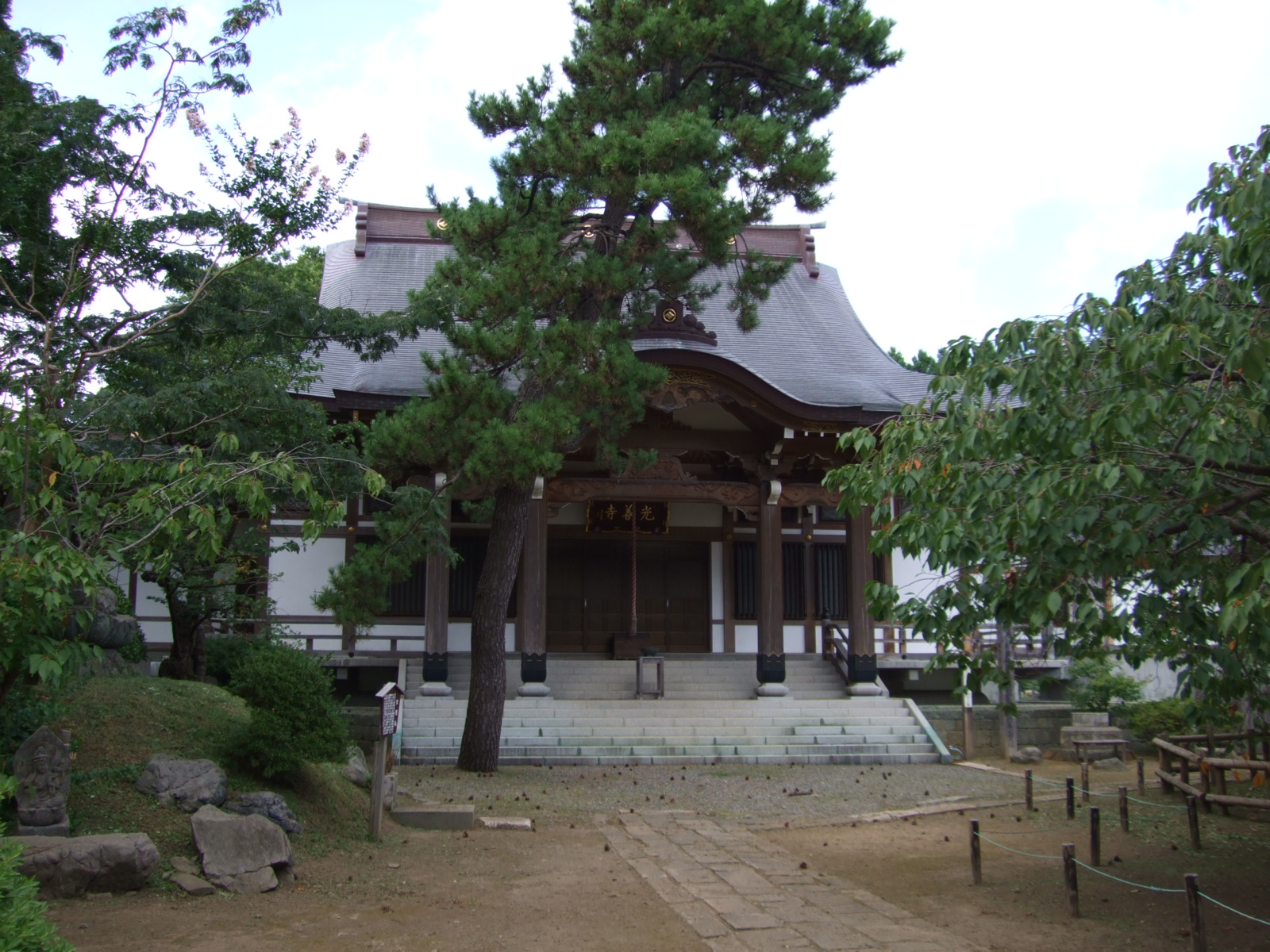
光善寺

アクセス
- 所在地：北海道松前郡松前町字松城305[1]
- 郵便番号：049-1511[1]
- 公共交通機関：道南いさりび鉄道木古内駅下車、函館バス松前出張所行きバスに乗車約1時間30分、松城バス停下車、龍雲院まで700m（徒歩約3分）[8]
- 駐車場：なし[1]